# Soligny-les-Étangs
Soligny-les-Étangs är en kommun i departementet Aube i regionen Grand Est (tidigare regionen Champagne-Ardenne) i nordöstra Frankrike. Kommunen ligger  i kantonen Nogent-sur-Seine som ligger i arrondissementet Nogent-sur-Seine. År 2022 hade Soligny-les-Étangs 259 invånare.

## Befolkningsutveckling
Antalet invånare i kommunen Soligny-les-Étangs
Referens: INSEE